# Număr Størmer
În teoria numerelor, un număr Størmer, denumit după Carl Størmer, este un număr întreg pozitiv n pentru care cel mai mare factor prim al n2 + 1 este mai mare sau egal cu 2n.
Primele numere Størmer sunt:
1, 2, 4, 5, 6, 9, 10, 11, 12, 14, 15, 16, 19, 20, 22, 23, 24, 25, 26, 27, 28, 29, 33, 34, 35, 36, 37, 39, 40, 42, 44, 45, 48, 49, 51, 52, 53, 54, 56, 58, 59, 60, 61, 62, 63, 64, 65, 66, 67, 69, 71, 74, 77, 78, 79, 80, 81, 82, 84, 85, 86, 87, 88, 89, 90, 92, 94, 95, 96 ...
John Todd a demonstrat că aceasă secvență de numere nu este finită.